# Okameneli gozd, Khorixas
Okameneli gozd Khorixas je približno 40 kilometrov zahodno od namibijskega mesta Khorixas ob cesti C39. V njem je veliko drevesnih debel, ki so okamenela z diagenezo. Vsaj dve veliki debli si je mogoče ogledati, druga so zelo oddaljena. 1. marca 1950 je bil razglašen za državni spomenik.
Domneva se, da so se drevesa znašla tu po veliki poplavi in jih je pokrila naplavina peska. Organske snovi, prikrajšane za kisik, so zgnile in v milijonih let okamenele, vsaka celica posebej, videz, če ne barva, lesa je ohranjen. Okoliški pesek je bil peščenjak, ki je z erozijo razpadel in razkril okamnela drevesa.
Poleg tega je tu tudi veliko izjemnih rastlin velbičevk.
Gozd si je mogoče ogledati le z vodnikom. 